# Vittorio Filippo Melano
Vittorio Filippo Melano (Cuneo, 27 settembre 1733 – Novara, 23 dicembre 1813) è stato un arcivescovo cattolico e predicatore italiano.

## Biografia
Conte di Portula, arcivescovo e predicatore domenicano, nacque a Cuneo il 27 settembre 1733 da Giuseppe Antonio (1677-1774), conte di Portula, e sua moglie Anna Camilla Pascale, baronessa di Nucetto.
Intrapresa la carriera ecclesiastica tra i domenicani, divenne uno stimato maestro di teologia. Nel 1773 assunse alla carica di priore del convento di San Domenico a Torino. Il 1º giugno 1778 fu nominato arcivescovo di Cagliari, dove insegnò nella locale Università dal 1779 al 1796. Fu l'unica autorità di origine piemontese a non essere cacciata durante i vespri sardi del 1794.
Il 24 luglio 1797 fu trasferito alla diocesi di Novara, come arcivescovo con titolo personale, proprio poco prima dell'inizio dell'invasione francese. Per la posizione ossequiente che detenne in questo periodo, fu ricordato come persona ambigua perché spesso collaborò con le autorità repubblicane prima e napoleoniche poi. In realtà seppe con destrezza, abilità e tatto passare indenne in questo turbolento periodo. Tale comportamento contribuì a proteggere non solo la sua figura ma anche il clero da azioni repressive drastiche, evitò il pericolo di ulteriori sottrazioni e preservò, l'edificio della cattedrale da un ipotizzato abbattimento per ampliare la piazza antistante, minacciato da parte dei rivoluzionari.
Nel gennaio 1807 Napoleone lo nominò vescovo di Udine, ma Melano rifiutò, anche per non entrare in contrasto con la Santa Sede, adducendo motivazioni legate alla sua età avanzata. Al suo posto fu nominato il vescovo Baldassarre Francesco Rasponi, che, secondo i propositi iniziali, avrebbe dovuto sostituirlo nella sede novarese.
Morì a Novara il 23 dicembre 1813.

## Genealogia episcopale e successione apostolica
La genealogia episcopale è:
- Cardinale Scipione Rebiba
- Cardinale Giulio Antonio Santori
- Cardinale Girolamo Bernerio, O.P.
- Arcivescovo Galeazzo Sanvitale
- Cardinale Ludovico Ludovisi
- Cardinale Luigi Caetani
- Cardinale Ulderico Carpegna
- Cardinale Paluzzo Paluzzi Altieri degli Albertoni
- Papa Benedetto XIII
- Papa Benedetto XIV
- Cardinale Carlo Vittorio Amedeo Ignazio delle Lanze
- Arcivescovo Vittorio Filippo Melano, O.P.

La successione apostolica è:
- Vescovo Michele Antonio Aymerich (1788)

## Araldica
|  |

|  |